# トヨタテクノサービス
株式会社トヨタテクノサービスは、かつて存在した特許情報を中心とした情報解析を目的に設立された企業である。トヨタ自動車の100%出資子会社。

## 概要
1982年に設立。その後、1990年にはシステム開発部門、設計部門を設置し、情報解析部門と合わせ、総合エンジニアリング企業・技術者派遣事業として業務を拡大した。
2006年4月、車両開発・計測器開発などを集中的に行うため、同じトヨタ自動車の子会社であるトヨタマックスと合併、トヨタコミュニケーションシステムの製品開発機能を吸収する再編により、新会社のトヨタテクニカルディベロップメントとなった。

## 沿革
- 1982年6月 - 「研究開発戦略の策定」と「研究開発の効率化」のための、特許情報を中心とする「情報解析」を目的に設立。資本金1千万円（トヨタ自動車100％出資）。
- 1990年4月 - システム開発部門、設計部門を設置。情報解析部門と合わせ、総合エンジニアリング企業へ。プロパ－社員の採用を開始。
- 1991年11月 - 資本金を1億円に増資。愛知県豊田市豊栄町2丁目に本社ビル（後に本社移転のため豊栄オフィスと改名）を建設。
- 1994年1月 - システム開発の受託化を開始。
- 1996年1月 - 設計の受託化を開始。
- 1999年3月 - 第2ビル（後に三軒町オフィスと改名）を建設。
- 2000年12月 - 第3ビル（後に下市場オフィスと改名）を開設。
- 2001年
  - 4月 - 実験評価業務の受託化を開始。
  - 9月 - 豊田第4オフィス（後に西町オフィスと改名）を開設。お台場サテライトオフィス（東京都港区）を開設。
- 2003年3月 - 豊田市花本町に新本社を建設。既存オフィスの名称を変更。
- 2004年5月 - 裾野オフィス（静岡県裾野市）を開設。
- 2005年4月 - 豊田市花本町に本社2号館ビルを建設。本社を本社本館へ名称を変更。
- 2006年4月 - トヨタマックス、トヨタコミュニケーションシステムとの3社再編により、トヨタテクニカルディベロップメント株式会社となる[1]。